# Ngama
Gama est une ville Tchadienne située dans la région du Hadjer-Lamis, à environ 200 km à l'est de N'Djaména.
Sa population est de 12 438 d'habitants en 2012[réf. nécessaire].